# 영운교통
영운교통(永雲交通)은 서울특별시의 마을버스 회사이다. 본사는 서울특별시 은평구 수색로24길 19 (수색동)에 위치해 있다.

## 연혁
- 1985년 10월 1일: 영운운수로 설립
- 2004년 7월 1일: 서울시내버스 개편과 함께 봉원교통(현재 원버스)에 합병되어 11번 마을버스에서 7740번 지선버스로 전환
- 2005년 10월: 봉원교통(현재 원버스) 7740번이 다시 영운운수로 양도하면서 은평05번 마을버스로 전환
- 2016년: 본사를 녹번동으로 이전
- 2016년: 영운교통으로 설립
- 2016년: 영운운수가 은평05번과 은평10번으로 운행
- 2016년 9월 1일: 은평06번과 은평07번이 영운운수로부터 운행시작
- 2017년: 본사를 역촌동으로 이전
- 2020년: 본사를 수색동으로 이전

## 노선
- ● 은평06번: 팀수양관 ↔ 연신내역 ↔ 대성중학교
- ● 은평07번: 독박골 래미안 아파트 ↔ 불광역

## 차량
- 자일대우버스: NEW BS090
- 현대자동차: 뉴 카운티, 그린시티
- 하이거 버스: 하이거 하이퍼스 1609

## 같이 보기
- 태진마을버스